# Amyntas II (roi de Macédoine)
Pour les articles homonymes, voir Amyntas.
Amyntas II Micros (« Le petit »), en grec ancien :  / Amýntas ho Micrόs, né au Ve siècle av. J.-C., mort assassiné en 393 av. J.C., est un roi de Macédoine de la dynastie des Argéades qui règne de 394 à 393 av. J.-C.

## Biographie

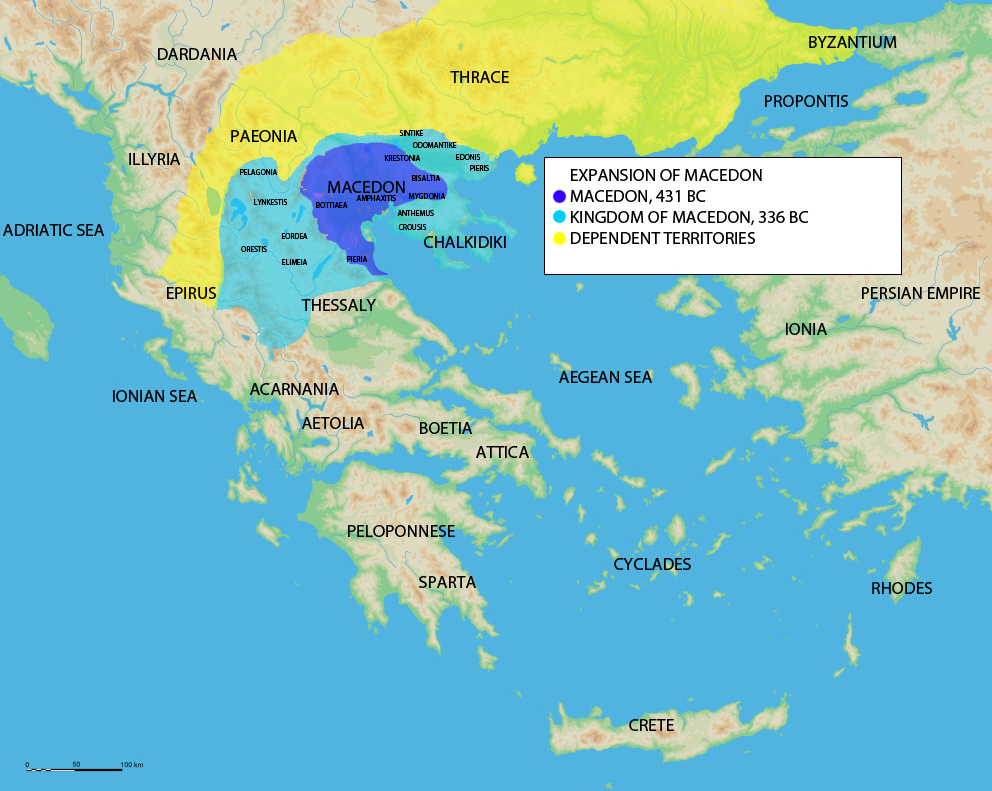
La Macédoine au temps
d'Amyntas II.

Il est le petit-fils d'Alexandre Ier et/ou fils illégitime et gendre d'Archélaos Ier de Macédoine. Il reprend tout d'abord l'apanage de son père en Haute-Macédoine.
En 429 av. J.-C., Amyntas, aidé par le roi des Thraces Odryses Sitalcès, se lance à l'assaut de son oncle Perdiccas II pour le trône de Macédoine, mais ce dernier parvient à négocier la paix par l'intermédiaire d'un médiateur, Seuthès, neveu de Sitalcès. Amyntas doit alors se contenter de sa principauté héréditaire.
Il devient roi de toute la Macédoine en 394 av. J.-C. Il estime ses droits supérieurs à ceux de Pausanias de Macédoine qui n'est que le fils d'un usurpateur. Il disparaît rapidement après un an de règne. Il est en effet assassiné, lui aussi par Derdas II, prince de Lyncestide.